# Figură izotoxală
În geometrie, un politop (de exemplu un poligon, un poliedru) sau o pavare este izotoxal sau tranzitiv pe laturi (respectiv pe muchii) dacă simetriile acționează tranzitiv pe laturile sale. În mod informal, acest lucru înseamnă că obiectul are un singur tip de laturi: pe două laturi există o translație, rotație și/sau reflexie care va muta o latură pe cealaltă, lăsând neschimbată regiunea ocupată de obiect.
Termenul „izotoxal” provine din greacă τοξον, care înseamnă „arc”.

## Poligoane izotoxale
Un poligon izotoxal este un poligon echilateral cu un număr par de laturi, dar nu toate poligoanele echilaterale sunt izotoxale. Dualele poligoanelor izotoxale sunt poligoane izogonale. 4n-goanele au simetrie față de centru așa sunt și zonogoane.
În general, un 2n-gon izotoxal va avea o simetrie diedrală Dn(*nn). Un romb este un poligon izotoxal cu simetrie D2(*22). Toate poligoanele regulate (triunghi echilateral, pătrat etc.) sunt izotoxale, având dublu față de ordinul minim de simetrie: un n-gon regulat are simetria diedrală Dn (*nn).
Un 2n-gon izotoxal poate fi notat drept un {nα}, notând cu α numărul unghiurilor interioare de cel mai mic tip. Celălalt tip de unghi intern, β, poate fi mai mic sau mai mare de 180°, formând poligoane convexe sau concave. Poligoanele stelate pot fi și ele izotoxale, notate cu {(n/q)α}, cu q < n−1 și cmmdc (n,q) = 1, q fiind numărul de înfășurări sau densitatea poligonului. Vârfurile interioare concave pot fi definite pentru q < n/2. Dacă există un cmmdc mai mare, cum ar fi a, {(na/qa)α}, poligonul poate fi redus ca un compus de a {(n/q)α} format din a poligoane identice rotite.
Un set de pavări uniforme poate fi definit de poligoane izotoxale ca fețe regulate de dimensiune inferioară.
| Laturi (2n)                    | 4    | 6        | 8        | 10       | 12        | 14       | 16        |
| ------------------------------ | ---- | -------- | -------- | -------- | --------- | -------- | --------- |
| {nα} Convex β<180 Concav β>180 | {2α} | {3α}     | {4α}     | {5α}     | {6α}      | {7α}     | {8α}      |
| 2 înfășurări {(n/2)α}          | –    | {(3/2)α} | 2{2α}    | {(5/2)α} | 2{3α}     | {(7/2)α} | 2{4α}     |
| 3 înfășurări {(n/3)α}          | –    | –        | {(4/3)α} | {(5/3)α} | 3{2α}     | {(7/3)α} | {(8/3)α}  |
| 4 înfășurări {(n/4)α}          | –    | –        | –        | {(5/4)α} | 2{(3/2)α} | {(7/4)α} | 4{2α}     |
| 5 înfășurări {(n/5)α}          | –    | –        | –        | –        | {(6/5)α}  | {(7/5)α} | {(8/5)α}  |
| 6 înfășurări {(n/6)α}          | –    | –        | –        | –        | –         | {(7/6)α} | 2{(4/3)α} |
| 7 înfășurări {(n/7)α}          | –    | –        | –        | –        | –         | –        | {(8/7)α}  |

## Poliedre și pavări izotoxale
Poliedrele regulate sunt izoedrice (tranzitve pe fețe), izogonale (tranzitive pe vârfuri) și izotoxale (tranzitive pe muchii).
Poliedrele cvasiregulate, cum ar fi cuboctaedrul și icosidodecaedrul, sunt izogonale și isotoxale, dar nu și izoedrice. Dualele lor, ca dodecaedrul rombic și triacontaedrul rombic, sunt izoedrice și izotoxale, dar nu și izogonale.
| Poliedru cvasiregulat                              | Poliedru dual cvasiregulat                               | Poliedru stelat cvasiregulat                                          | Poliedru stelat dual cvasiregulat                                       | Pavare cvasiregulată                                       | Pavare duală cvasiregulată                                                   |
| -------------------------------------------------- | -------------------------------------------------------- | --------------------------------------------------------------------- | ----------------------------------------------------------------------- | ---------------------------------------------------------- | ---------------------------------------------------------------------------- |
| Cuboctaedrul este un poliedru izogonal și izotoxal | Dodecaedrul rombic este un poliedru izoedric și izotoxal | Un Icosidodecaedrul mare este un poliedru stelat izogonal și izotoxal | Triacontaedrul rombic mare este un poliedru stelat izoedric și izotoxal | Pavarea trihexagonală este o pavare izogonală și izotoxală | Pavarea rombică este o pavare izoedrică și izotoxală cu simetrie p6m (*632). |

Nu orice poliedru sau pavare construite din poligoane regulate sunt izotoxale. De exemplu, icosaedrul trunchiat (mingea de fotbal familiară) nu este izotoxală, deoarece are două tipuri de muchii: hexagon–hexagon și hexagon–pentagon și nu este posibil ca o simetrie a poliedrului să deplaseze o muchie hexagon–hexagon pe o muchie hexagon–pentagon.
Un poliedru izotoxal are același unghi diedru pe toate muchiile.
Dualul unui poliedru izotoxal este tot un poliedru izotoxal. 
Există nouă poliedre convexe izotoxale: cele cinci poliedre platonice, cele două nuclee comune cvasiregulate) ale dualelor poliedrelor platonice și cele două duale ale acestora.
Există paisprezece poliedre izotoxale neconvexe: cele patru [poliedru Kepler–Poinsot |poliedre Kepler–Poinsot]], cele două nuclee comune (cvasiregulate) ale poliedrelor Kepler–Poinsot duale și cele două duale ale acestora, plus cele trei poliedre stelate ditrigonale cvasiregulate (3 | p q) și cele trei duale ale acestora.
Există cel puțin cinci compuși poliedrici izotoxali: cei cinci compuși poliedrici regulați; cei cinci duali ai lor sunt cei cinci compuși poliedrici regulați (sau o pereche chirală).
Există cel puțin cinci pavări poligonale izotoxale ale planului euclidian și infinit de multe pavări poligonale izotoxale ale planului hiperbolic, inclusiv construcțiile Wythoff pentru pavările hiperbolice regulate {p,q} și grupurile nealiniate (p q r).